# San Marinó-i euróérmék
San Marino köztársaság kis területű ország, melyet teljesen körbevesz Olaszország. A kis appennini állam 1862-ben államszerződést kötött az újonnan megalapított Olaszországgal. Ennek lényege az volt, hogy San Marino megőrzi függetlenségét, de pénzügyi önállóságát részben feladván ún. valutauniót köt nagy szomszédjával. A valutaközösség folyamatos volt, még a két világháború alatt is fennállt.
Az Európai Unió tagjaként Olaszország 1999-től elkezdte az euró bevezetését. San Marino tárgyalásokat kezdeményezett a római kormányzattal a valutaközösség jövőjéről. Ennek eredményeként született meg 2000. november 29-én az egyezmény, amelyben Olaszország és az EU engedélyezte San Marino számára az euróövezethez való csatlakozást és az önálló nemzeti oldallal bíró érmék veretését. A köztársaságban a többi európai állammal egy időben jelent meg készpénzként a közös európai valuta. 
Az érméket Frantisek Chochola hamburgi szobrász tervezte.
| Címlet  | Kép | Leírás |
| ------- | --- | --- |
| 2 euró  |     | A San Marinó-i Köztársaság Palotája. Ebben az épületben ülésezik a kis állam parlamentje és itt tartják a kormány üléseit. |
| 1 euró  |     | San Marino címere. |
| 50 cent |     | A főváros látképét meghatározó három torony (Guaita, Cesta és a Montale-torony) képe.                                      |
| 20 cent |     | Szent Marinus, a mai Horvátország területén született kőfaragó arcképe, akit San Marino állam alapítójaként tisztelnek.    |
| 10 cent |     | San Marino bazilikája. |
| 5 cent  |     | Az Első Torony képe. |
| 2 cent  |     | A Szabadság emlékműve. |
| 1 cent  |     | A Harmadik Torony képe. |

2017-ben az ország új érmesort adott ki. 
| Címlet  | Kép | Leírás |
| ------- | --- | --- |
| 2 euró  |     | Giovanni Battista Urbinelli "La Madonna in Gloria con i santi Marino, Antonio da Padova, Francesco e Chiara" festményén ábrázolt Szent Marinus kép, amely a San Marino állami múzeumában található. |
| 1 euró  |     | Cesta, a második torony. |
| 50 cent |     | Emilio Retrosi festményének Szent Marinust ábrázoló festményének (1894) egy részlete, amely a kormányzósági palota tanácstermében található.                                                        |
| 20 cent |     | A Titán-hegy három tornya - Cesta, Guaita és Montale. |
| 10 cent |     | Ferences rendi templom homlokzata. |
| 5 cent  |     | Kapucinus rendi templom. |
| 2 cent  |     | Városkapu. |
| 1 cent  |     | San Marino címere. |